# Sather Tower
La Sather Tower è una torre campanaria sita all'interno dell'Università della California di Berkeley, nota soprattutto per la sua somiglianza con il campanile veneziano di San Marco, motivo per il quale l'architettura è conosciuta anche con il nome The Campanile.
Il nome deriva dal banchiere e filantropo norvegese Peder Sather, elargitore di un cospicuo contributo economico all'università californiana.

## Storia
Progettato dall'architetto statunitense John Galen Howard, fondatore tra l'altro del dipartimento di architettura dell'università, il campanile fu costruito nel 1914 e inaugurato tre anni dopo, diventando la terza torre campanaria più alta al mondo.